# З'єднувальний код
З'єднувальний код (англ. glue code) — технологія в програмуванні, яка за допомогою додавання допоміжного коду до коду основної програми дозволяє використовувати інші функції, бібліотеки або фрагменти коду, що буди створені за іншою технологією або написані іншою мовою програмування. Ця технологія дозволяє використовувати разом частини програмного забезпечення, яке не сумісне між собою, без потреби їхньої зміни.
З'єднувальний код часто використовується в технології побудови інтерфейсу до зовнішніх функцій, такого як Java Native Interface, або для можливості використання фрагментів іншої мови програмування (наприклад, SQL) в тексті основного коду.
З'єднувальний код може бути сформований як основною мовою програмування, так й через застосування скриптових мов програмування.
З'єднувальний код ефективний у середовищах швидкого прототипування, де часто потрібно швидко об'єднувати декілька компонентів в один застосунок та керувати ними.

## Обмеження
Оскільки кожен компонент є незалежним й спроектований окремо, його поведінка може змінюватися під час виконання сценарію. Інша версія компоненту може поводитися по-іншому, ніж та версія компоненти, яка використовувалась при написанні та відлагоджуванні скрипта. Крім того, з'єднувальний код має обмежену можливість контролювати поведінку компонента.
Використання з'єднувального коду може приводити до зменшення швидкості виконання програми, так як він використовує техніку інтерпретування. Якщо швидкість має значення, то часто замість з'єднувального коду використовують сценарії конфігурування.